# Columba Bush
Columba Bush (sinh ngày 17 tháng 8 năm 1953) là phu nhân Thống đốc thứ 43 tiểu bang Florida Jeb Bush, và là em dâu của Tổng thống thứ 43 của Hoa Kỳ George W. Bush. Columba Garnica Gallo chào đời ở León, Guanajuato, México, nơi cô lớn lên và học đến trung học. Ngày 23 tháng 1 năm 1974, Columba kết hôn với Jeb Bush, chàng trai người Mỹ cô gặp gỡ lần đầu tại Leon năm 1971 khi Bush tham gia một chương trình trao đổi sinh viên. Hai người có ba con: George P. Bush, Noelle Bush và Jeb Bush, Jr.

## Rắc rối với Hải quan
Ngày 24 tháng 7 năm 1999, Columba Bush bị cầm giữ tại Hải quan Hoa Kỳ ở Phi trường Quốc tế Hartsfield, Atlanta khi trở về từ Paris, Pháp. Trong bản khai hải quan Bush man khai rằng bà chỉ mua một lượng hàng hoá trị giá 500 USD. Khi nhân viên hải quan phát hiện hoá đơn mua hàng trong ví của Bush, bà từ chối cơ hội thay đổi lời khai. Sau khi nhân viên hải quan lục soát hành lý và tìm thấy số lượng hàng hoá ấy, Bush thú nhận rằng bà đã khai man vì không muốn chồng biết số tiền bà đã tiêu xài.
Theo luật liên bang, bà phải nộp phạt số tiền ngang bằng giá trị lượng hàng đã mua và phải chịu tịch thu lượng hàng ấy; nhưng Bush chỉ nộp phạt 4.100 USD và trở về Tallahassee ngay chiều ấy với số hàng đã mua. Hôm sau, Bush và chồng đã đưa ra lời xin lỗi thừa nhận vụ việc trên.

## Hoạt động nghệ thuật
Bush hoạt động tích cực trong nỗ lực cổ xuý nghệ thuật. Năm 1999, bà làm việc với tổ chức Nghệ thuật cho Giáo dục Hoàn chỉnh/Liên minh Giáo dục Nghệ thuật Florida (ACE/FAAE) nhằm phát triển Nghệ thuật cho Cuộc sống! nhắm mục tiêu gia tăng tầm quan trọng của nghệ thuật trong hệ thống giáo dục. Bà cũng sử dụng những trải nghiệm cá nhân trong các vấn đề lạm dụng trong gia đình nhằm hỗ trợ các chương trình điều trị và ngăn ngừa như Viện Phòng chống Nghiện rượu (NIAAA).